# Erazm Widlica Domaszewski
Erazm Widlica Domaszewski herbu Nieczuja (zm. w 1633 roku) – koniuszy koronny w latach 1628–1633, burgrabia krakowski w latach 1613–1618, podczaszy lubelski w 1608 roku, starosta łukowski w latach 1616–1633, dworzanin królewski, rotmistrz wojska powiatowego województwa lubelskiego w 1632 roku.
Poseł na sejm 1624 i 1625 roku z województwa lubelskiego. Podpisał pacta conventa Władysława IV Wazy w 1632 roku.